# Champions Trophy mannen 1986
 De achtste editie van de strijd om de Champions Trophy had plaats van vrijdag 4 april tot en met vrijdag 11 april 1986 in Karachi. Deelnemende landen aan het mondiale hockeytoernooi waren ditmaal: titelverdediger Australië, Groot-Brittannië, India, Nederland, gastland Pakistan en West-Duitsland.

## Selecties

### Groot-Brittannië
- Paul Barber
- Stephen Batchelor
- Kulbir Bhaura
- Richard Dodds 
- James Duthie
- David Faulkner
- Sean Kerly

- Richard Leman
- Stephen Martin
- William McConnell
- Jon Potter
- John Shaw
- Imran Sherwani
- Ian Taylor

Bondscoach: David Whitaker

### India
- Rajendra Singh Ravat (gk)
- Pargat Singh
- Mohinder Pal Singh
- MM Somaya
- Hardeep Singh
- Joaquin Carvalho
- Abdul Aziz
- Tikken Singh

- Marcellous Gomes
- Mohammad Shahid 
- Thoiba Singh
- Neel Kamal Singh (gk)
- Vineet Kumar
- Balada Kalaiah Subramani
- Zafar Iqbal
- Pollus Horo

Bondscoach: Harmik Singh

## Uitslagen
- Nederland-Australië 1-4
- Pakistan-Groot-Brittannië 1-1
- West-Duitsland-India 3-0

- Nederland-Groot-Brittannië 2-1
- West-Duitsland-Australië 3-2
- Pakistan-India 2-3

- Groot-Brittannië-West-Duitsland 1-1
- Nederland-Pakistan 0-0
- India-Australië 0-3

- Nederland-India 1-3
- Australië-Groot-Brittannië 3-2
- Pakistan-West-Duitsland 1-1

- Nederland-West-Duitsland 1-2
- Pakistan-Australië 3-1
- India-Groot-Brittannië 0-1

## Eindstand
| №      | Land             | WG | W | G | V | DV | DT | +/– | Punten |
| ------ | ---------------- | -- | - | - | - | -- | -- | --- | ------ |
| Goud   | West-Duitsland   | 5  | 3 | 2 | 0 | 10 | 5  | +5  | 8      |
| Zilver | Australië        | 5  | 2 | 1 | 2 | 12 | 9  | +3  | 5      |
| Brons  | Pakistan         | 5  | 1 | 3 | 1 | 7  | 6  | +1  | 5      |
| 4      | Groot-Brittannië | 5  | 1 | 3 | 1 | 6  | 6  | 0   | 5      |
| 5      | India            | 5  | 2 | 0 | 3 | 6  | 10 | −4  | 4      |
| 6      | Nederland        | 5  | 1 | 1 | 3 | 5  | 10 | −5  | 3      |

## Topscorers
| 1. | Hasan Sardar    | Pakistan       | 3 |
|    | Carsten Fischer | West-Duitsland | 3 |
|    | Mark Hager      | Australië      | 3 |
|    | Neil Hawgood    | Australië      | 3 |

Mannen:
Lahore 1978 ·
Karachi 1980 ·
Karachi 1981 ·
Amstelveen 1982 ·
Karachi 1983 ·
Karachi 1984 ·
Perth 1985 ·
Karachi 1986 ·
Amstelveen 1987 ·
Lahore 1988 ·
Berlijn 1989 ·
Melbourne 1990 ·
Berlijn 1991 ·
Karachi 1992 ·
Kuala Lumpur 1993 ·
Lahore 1994 ·
Berlijn 1995 ·
Chennai 1996 ·
Adelaide 1997 ·
Lahore 1998 ·
Brisbane 1999 ·
Amstelveen 2000 ·
Rotterdam 2001 ·
Keulen 2002 ·
Amstelveen 2003 ·
Lahore 2004 ·
Chennai 2005 ·
Barcelona 2006 ·
Kuala Lumpur 2007 ·
Rotterdam 2008 ·
Melbourne 2009 ·
Mönchengladbach 2010 ·
Auckland 2011 ·
Melbourne 2012 ·
Bhubaneswar 2014 ·
Londen 2016 ·
Breda 2018
Vrouwen:
Amstelveen 1987 ·
Frankfurt 1989 ·
Berlijn 1991 ·
Amstelveen 1993 ·
Mar del Plata 1995 ·
Berlijn 1997 ·
Brisbane 1999 ·
Amstelveen 2000 ·
Amstelveen 2001 ·
Macau 2002 ·
Sydney 2003 ·
Rosario 2004 ·
Canberra 2005 ·
Amstelveen 2006 ·
Quilmes 2007 ·
Mönchengladbach 2008 ·
Melbourne 2009 ·
Nottingham 2010 ·
Amstelveen 2011 ·
Rosario 2012 ·
Mendoza 2014 ·
Londen 2016 ·
Changzhou 2018